# Miskolc-Tiszai vasútállomás

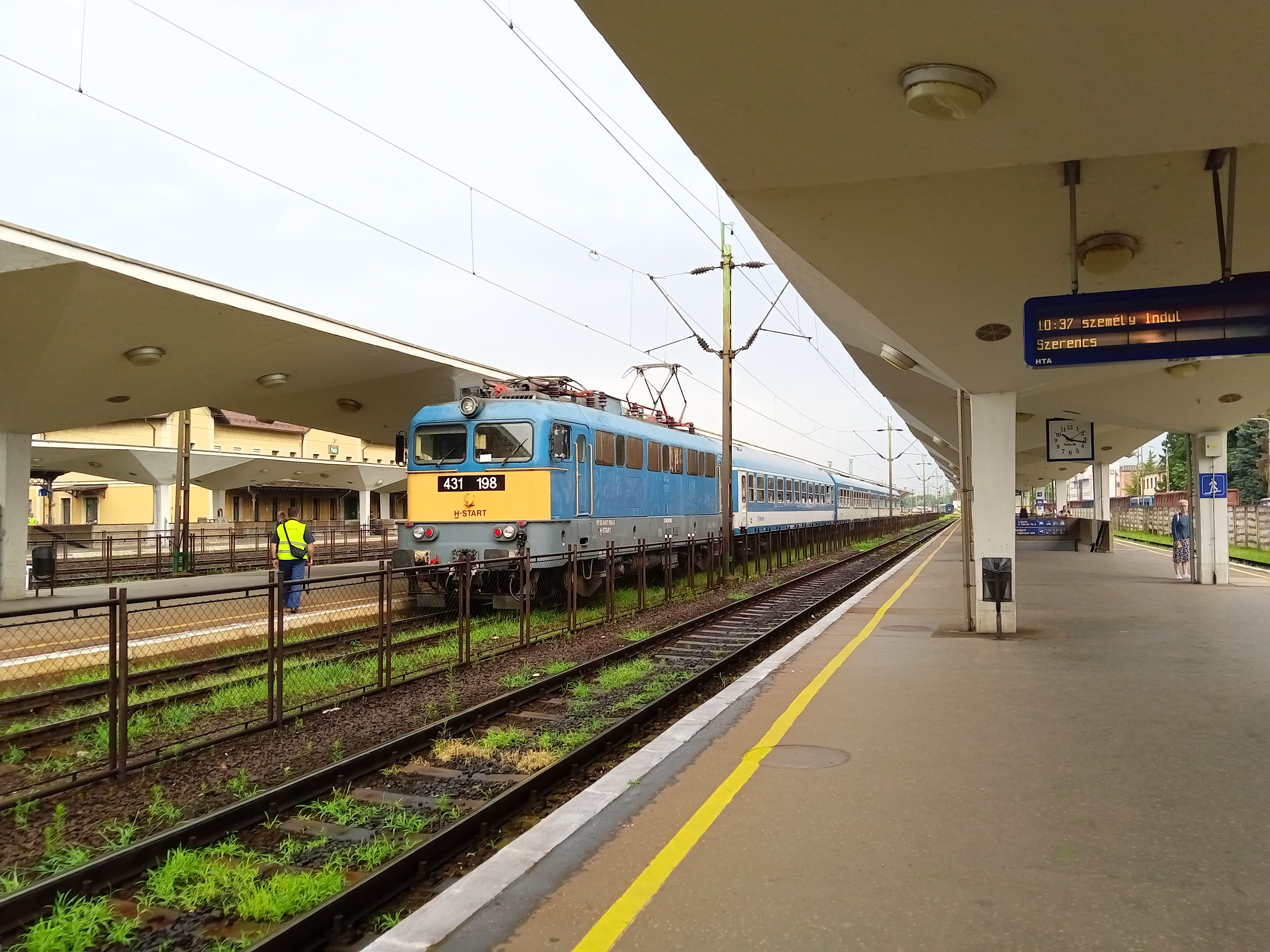
V43-as mozdony Hidasnémeti - Miskolc-Tiszai személyvonattal a pályaudvaron

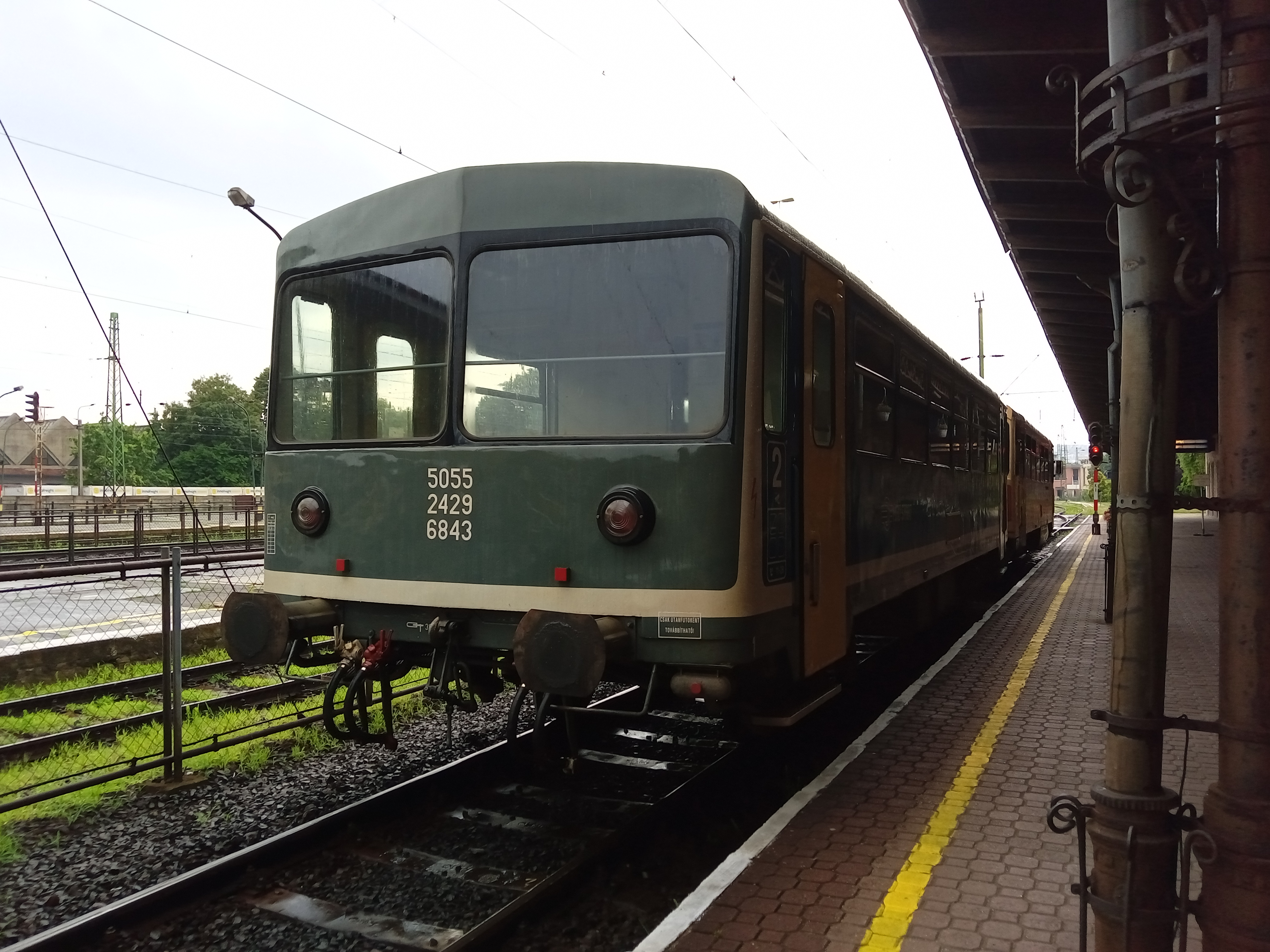
Felújított Bzx a pályaudvaron

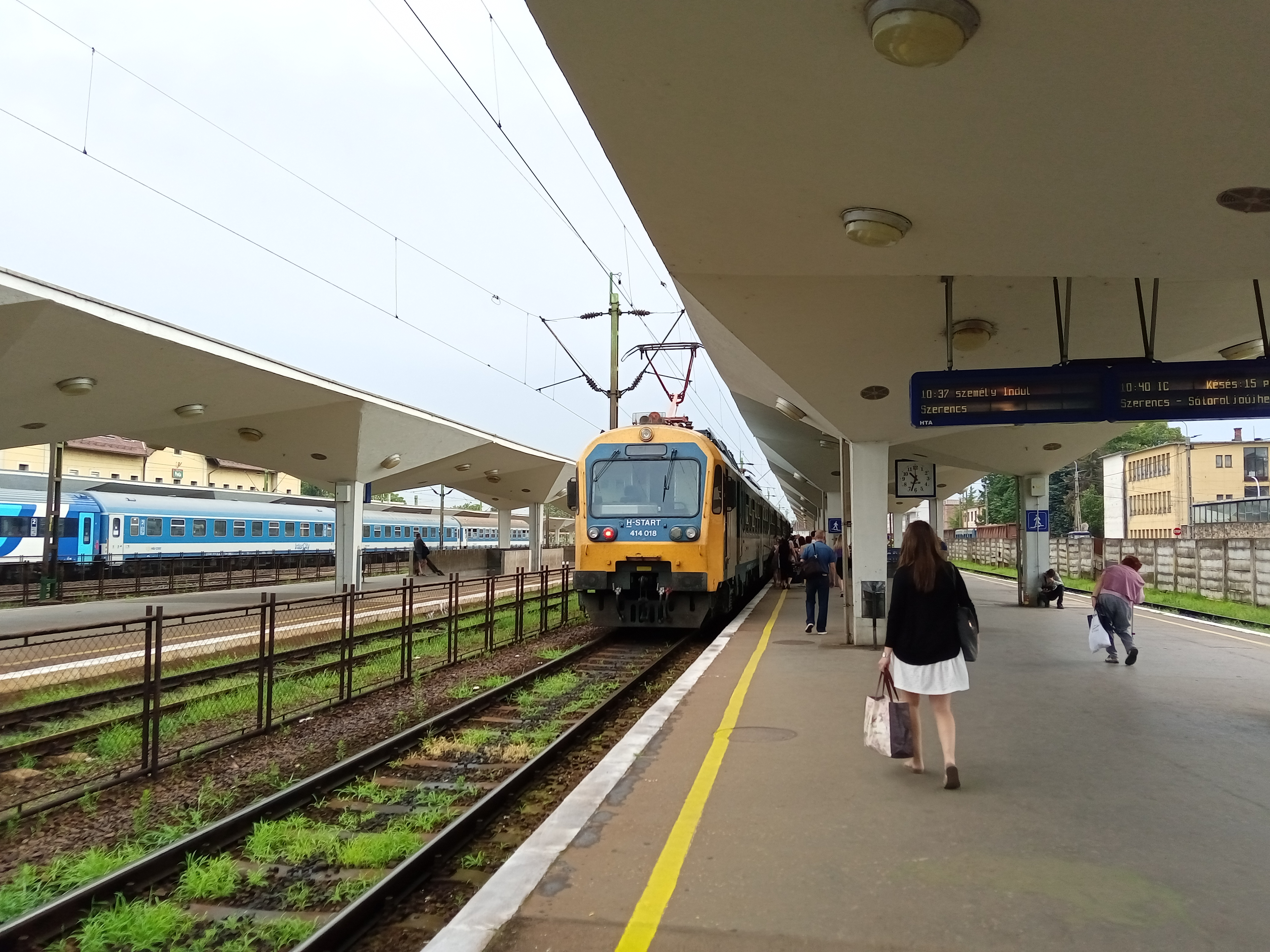
BDVmot a Tiszai pályaudvaron

A MÁV által üzemeltetett Tiszai pályaudvar Miskolc nagyobbik vasúti pályaudvara. A Kandó Kálmán téren található, építésekor a várostól több mint két kilométer választotta el. Nevét építtetője után, a Tiszavidéki Vasútról kapta.

## Áthaladó vasútvonalak
A vasútállomást az alábbi vasútvonalak érintik:
- Budapest–Sátoraljaújhely-vasútvonal
- Felsőzsolca–Hidasnémeti-vasútvonal
- Miskolc–Bánréve–Ózd-vasútvonal
- Sajóecseg–Hídvégardó-vasútvonal

## Története
Már az 1832. évi országgyűlés megállapította a Pest és Miskolc közötti vasúti kapcsolat létesítésének fontosságát. Az előkészületek azonban elhúzódtak, a forradalom is közbejött, és így csak jóval később került sor a szolnok–debreceni vasútvonal meghosszabbításaként a Debrecen–Nyíregyháza–Miskolc vonal kiépítésére.
A miskolci szakasz építése 1857-ben kezdődött meg. A munkálatokat hátráltatta az egyet nem értés a városvezetés és a vasútépítő társaság között: a város szerette volna, ha a pályaudvar a Széchenyi és a Bajcsy-Zsilinszky utca találkozásánál épül meg (nagyjából ott, ahol ma a Szinvapark bevásárlóközpont áll), mert a társaság által kijelölt helyet a várostól túl távol esőnek tartotta. Az elmérgesedő vita következtében a városvezetés nem támogatta az építkezést, sem ingyenes telket, sem építőanyagot nem adott. A „Miskolc” pályaudvar 58 kataszteri holdon létesült, felvételi épületből, áruraktárakból, fűtőházból és egyéb kiegészítő egységekből állt. Átadására 1859. május 24-én, díszes avatóünnepség nélkül került sor. Az első állomásfőnök Roxer Lajos volt. A pályaudvar épületét 1901-ben átépítették Pfaff Ferenc tervei alapján, ekkor kapta ma ismert formáját. A Tiszai pályaudvar nevet 1959 óta viseli, ezt megelőzően, 1910-től Miskolc személypályaudvar volt a neve.
1860-ban megépült a Kassa felé vezető vasútvonal, 1870-ben megnyílt a Pesttel közvetlen összeköttetést biztosító hatvani, majd az 1871-ben átadott gömöri vasútvonal (lásd Miskolc-Gömöri), ami közlekedési szempontból lényeges ugrás volt.
1944. június 2-án amerikai gépek bombázták a rendező pályaudvart.

## Az állomásépület
A Pályaudvar fogadóépülete 1901-ben épült Pfaff Ferenc tervei alapján, eklektikus, angol romantikus stílusban. Az épület műemlék, utoljára 2003-ban újították fel, megtartva az eredeti hangulatot.
A felújítás során többféle módon akadálymentesítették, például a vakok számára a padlón vezetőcsíkokat létesítettek, és a réginek megfelelően újították fel, így a tető a egykori palafedését visszakapta, az óra visszakerült eredeti helyére és a belső is megújulhatott. Az épület mellett a közösségi közlekedés megállóit és a peronokat is aluljáró köti össze.
A felvételi épület az eredeti 1901. évi állapotot mutatja. A teljes hosszában egyemeletes épület vágányok felőli oldalát végig fedett peron tölti ki. Falait téglaburkolat és fehérre meszelt kő nyíláskeretek, párkányok borítják. Az épület hangsúlyos középrizalitának két oldalát tornyok uralják és teszik még impozánsabbá az építményt. A tornyok földszintjét egykor emléktáblák díszítették, ezeket később a tornyok oldalain lévő ablakokkal megegyezőre cserélték. A földszint összes nyílása-beleértve ebbe az ablakok és ajtók nyílásait-szegmensíves. Az emeleten annyiban változik, hogy a tornyok első emeleti ablakai egyenes záródásúak. A pályaudvar épülete pavilonokra és ezeket összekötő részekre osztódik. A központi pavilonon három ajtónyílás van, felettük ikerablakokkal. Ezek mindegyike felett gótizáló viktoriánus stílusú oromzatok vannak. A központi és az ezek melletti pavilonokat összekötő épületrészeknek a főhomlokzati oldalán baluszteres teraszok kaptak helyet. Az oldalsó pavilonok különböznek kialakításukban a többiektől, ezeknek nincsen középrizalit a homlokzatukon.
A homlokzatán látható évszámok az állomás létrejöttére (1859), az épület elkészültére (1901), és az utolsó felújításra (2003) utalnak. Az 1859-es és az 1901-es évszámot a tornyokon, az utolsó felújítás évszámát pedig a rizalit középső ikerablaka feletti félkör oromzati ablak alsó, balusztermellvédes részén örökítették meg.
Az 1963-as villamosítás során épült meg az aluljáró a vágányokhoz és ekkor erre is hivatkozva (illetve azért, mert az egész épület helyére egy új, modern állomásépületet terveztek) lebontották a keleti szárnyat. Ezt a részt 1988-ban építették vissza. Az 1963-ban emelt vasbeton perontetőket 2016-2019 között újították fel.

## Kandó Kálmán tér
A Kandó Kálmán tér az állomásépület és a Szinva hídja között található, körforgalom, parkolóhely, és autóbusz-villamos végállomás.
A téren van a Miskolc Városi Közlekedési Zrt. egyik csomópontja, több busz és villamos végállomása. Anno innen indultak az 1A, a 10-es, a 23-as, valamint a 101-es és a 121-es gyorsjáratok is.

### Megközelítés tömegközlekedéssel
- Helyijárati busszal (MVK):  1, 1G, 1VP, 3, 3A, 8, 12G, 21, 30, 31, 101B, 900, 901, 935
- Távolsági busszal (Volánbusz):  1383
- Helyközi busszal (Volánbusz):  3706, 3724, 3726, 3732, 3738, 3752, 3753, 3755, 3764
- Villamossal (MVK):  1, 1A, 2

A tér közepén a rendszerváltásig a Tanácsköztársaság páncélvonata állt. A villamosok indulási oldala közelében Kandó Kálmán szobra áll.

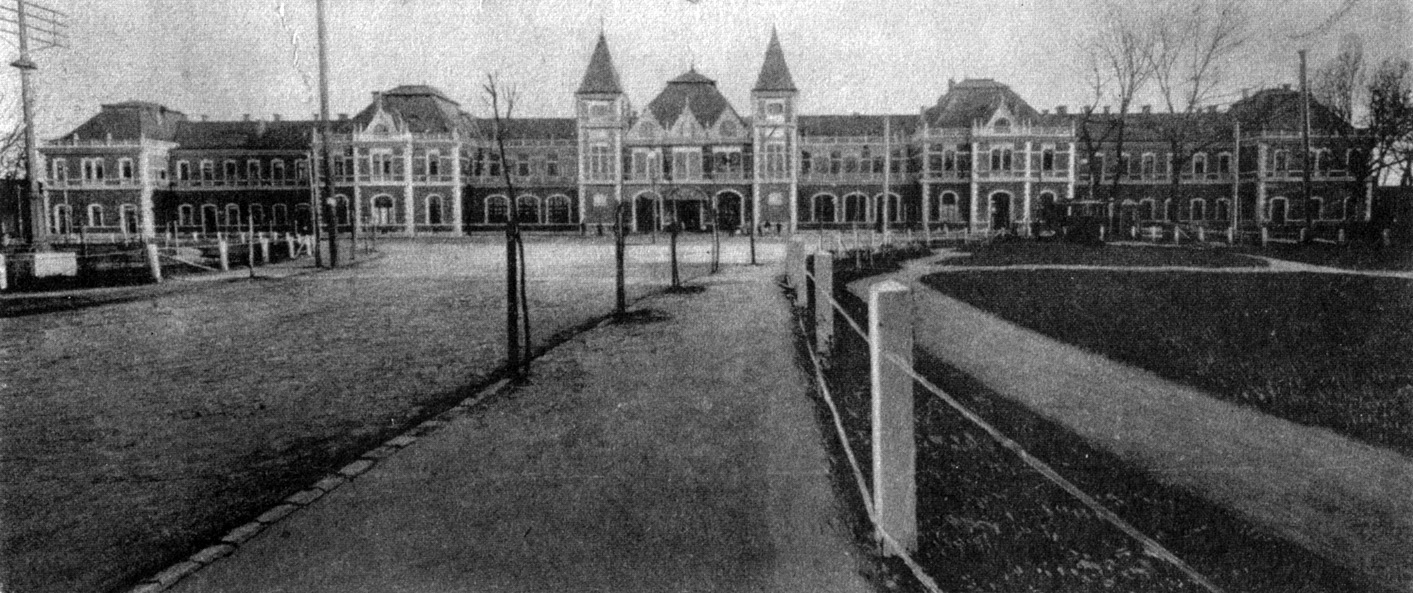
A pályaudvar fényképe 1908-ból
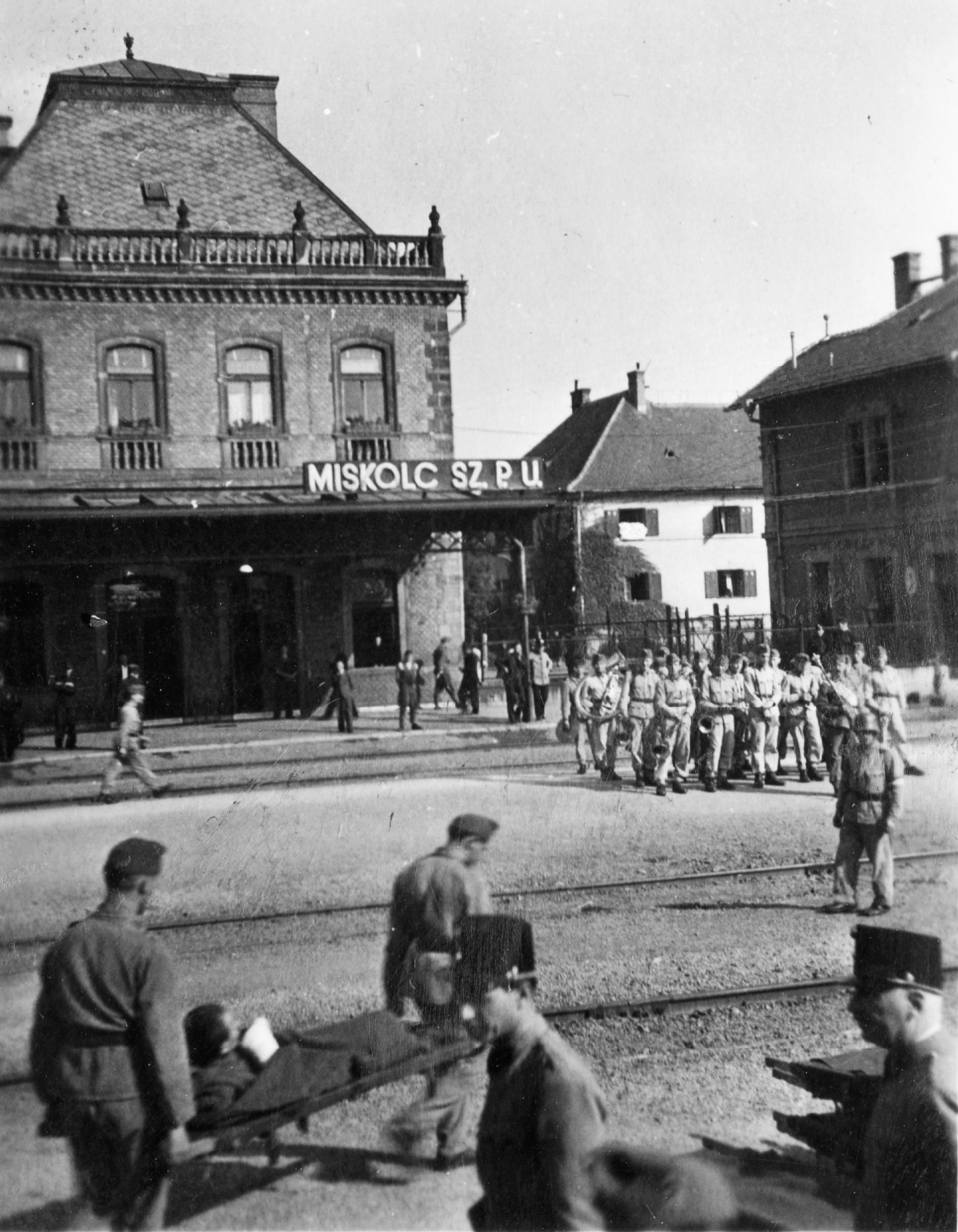
A Tiszai pályaudvar 1942-ben
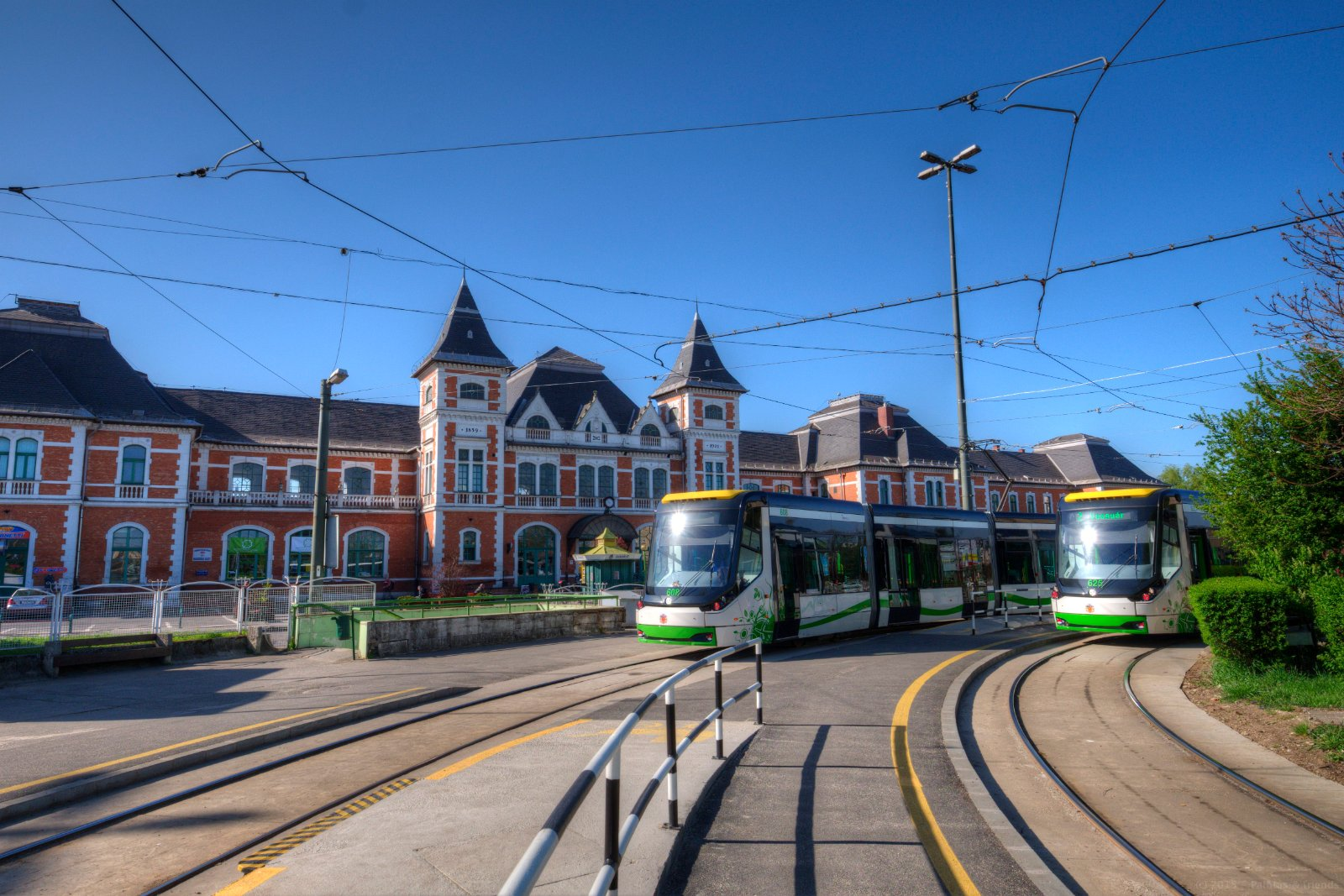
A pályaudvar és a villamos végállomás
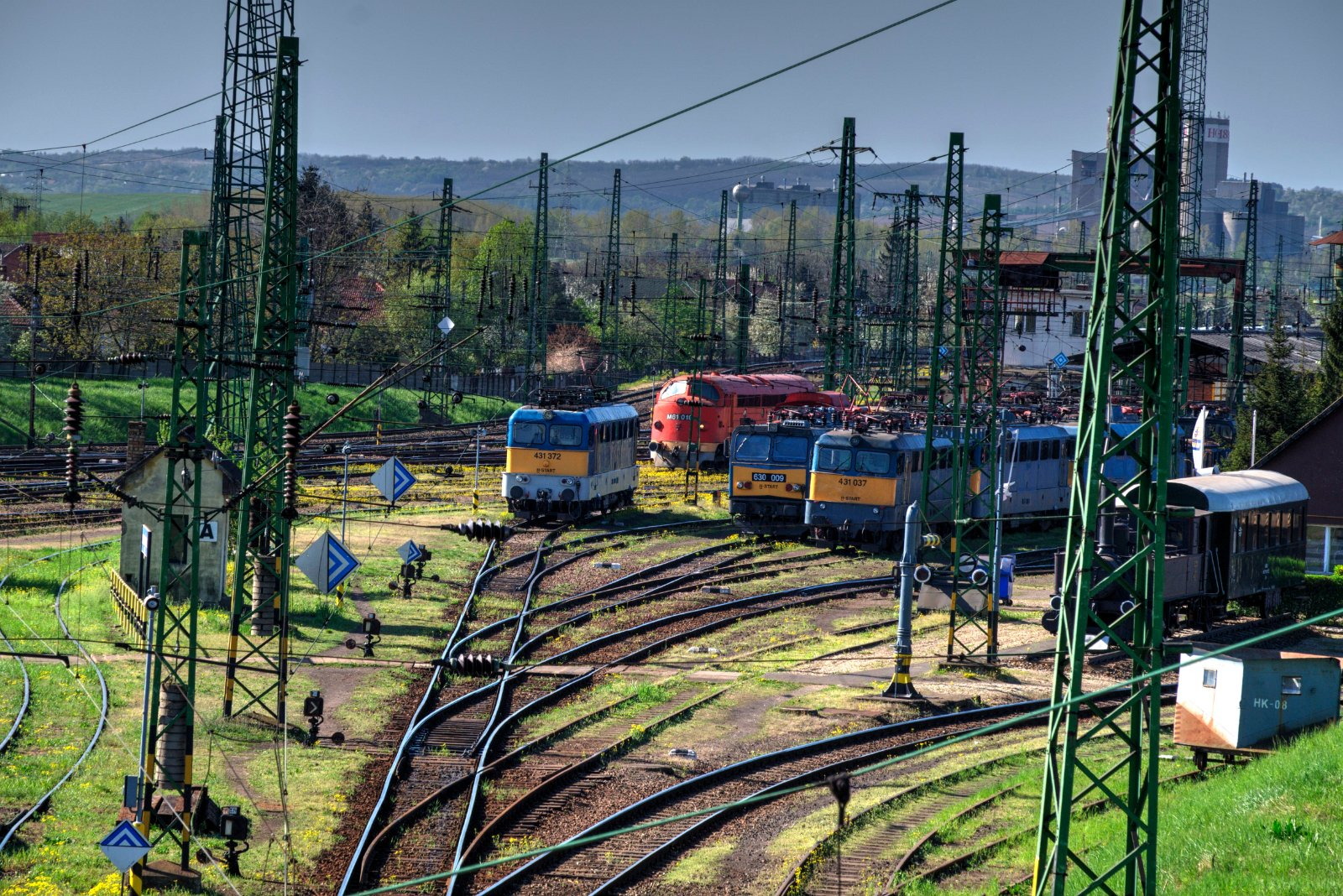
A járműjavító
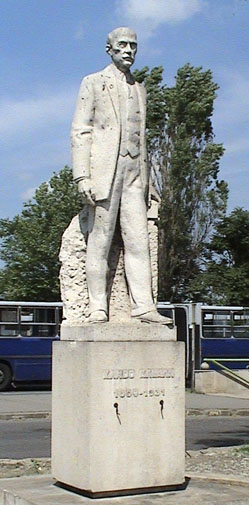
Antal Károly Kandó Kálmán-szobra a pályaudvar előtti téren
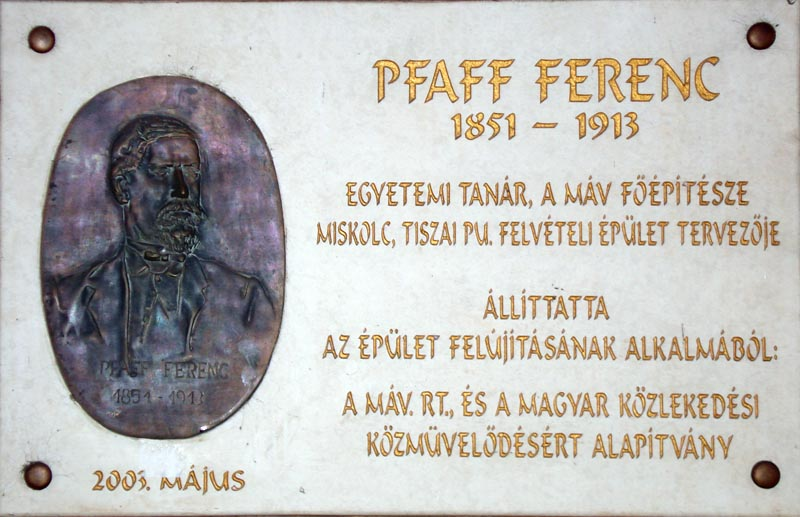
A pályaudvar tervezőjének emléktáblája
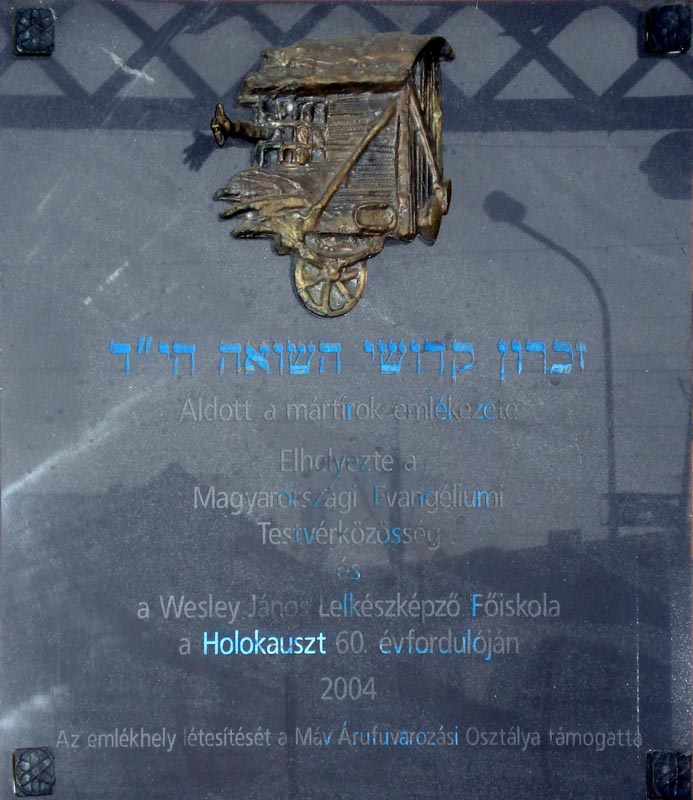
A holokauszt áldozatainak emléktáblája

## Forgalom
| Járat                       | Útvonal | Gyakoriság                                  |
| --------------------------- | --- | ------------------------------------------- |
| személyvonat                | Budapest-Keleti – (Pécel → Isaszeg →) Gödöllő (← Máriabesnyő ← Bag) – Aszód – Tura – Hatvan – Vámosgyörk – Adács (← Karácsond ← Ludas) – Nagyút – Kál-Kápolna – Füzesabony – Szihalom – Mezőkövesd – Mezőkövesd felső – Mezőkeresztes-Mezőnyárád – Csincse – Emőd – Nyékládháza – Miskolc-Tiszai                                                                                   | Napi 1 pár                                  |
| személyvonat                | Miskolc-Tiszai – Miskolc-Gömöri – Sajóecseg – Sajószentpéter – Kazincbarcika alsó – Kazincbarcika – Sajókaza – Vadna – Dubicsány – Putnok – Pogonyipuszta – Bánréve – Bánrévei Vízmű – Ózd alsó – Ózd | Napi 2 pár                                  |
| személyvonat                | Miskolc-Tiszai – Miskolc-Gömöri – Sajókeresztúr – Sajóecseg – Sajószentpéter – Kazincbarcika alsó – Kazincbarcika – Putnok – Bánréve – Ózd alsó – Ózd | 1-2 óránként                                |
| személyvonat                | Miskolc-Tiszai – Miskolc-Gömöri – Szirmabesenyő – Sajókeresztúr – Sajóecseg – Alsóboldva – Boldva – Borsodszirák – Edelény alsó – Edelény – Szendrőlád (– Büdöskútpuszta) – Szendrő – Szendrő felső – Szalonna – Perkupa – Jósvafő-Aggtelek – Bódvaszilas – Komjáti – Tornanádaska                                                                                                 | 2 óránként                                  |
| személyvonat                | Miskolc-Tiszai – Felsőzsolca – Onga – Szikszó-Vásártér – Szikszó – Aszaló – Halmaj – Csobád – Ináncs – Forró-Encs – Méra – Novajidrány – Hernádszurdok – Hidasnémeti | 2 óránként                                  |
| személyvonat                | Füzesabony – Szihalom – Mezőkövesd – Mezőkövesd felső – Mezőkeresztes-Mezőnyárád – Csincse – Emőd – Nyékládháza – Miskolc-Tiszai | 1-2 óránként                                |
| személyvonat                | Tiszaújváros – Sajószöged – Hejőkeresztúr – Nyékládháza – Miskolc-Tiszai | Napi 9 pár                                  |
| személyvonat                | Miskolc-Tiszai – Felsőzsolca – Hernádnémeti-Bőcs – Tiszalúc – Taktaharkány – Taktaszada – Szerencs – Mezőzombor – Tarcal – Tokaj – Rakamaz – Virányos – Görögszállás – Nyírtelek – Füzesbokor – Nyíregyháza | 1-2 óránként                                |
| személyvonat                | Hatvan → Vámosgyörk → Adács → Karácsond → Ludas → Nagyút → Kál-Kápolna → Füzesabony → Szihalom → Mezőkövesd → Mezőkövesd felső → Mezőkeresztes-Mezőnyárád → Csincse → Emőd → Nyékládháza → Miskolc-Tiszai | Napi 1 Miskolc felé                         |
| személyvonat                | Miskolc-Tiszai → Nyékládháza → Emőd → Csincse → Mezőkeresztes-Mezőnyárád → Mezőkövesd felső → Mezőkövesd → Szihalom → Füzesabony → Kál-Kápolna → Vámosgyörk → Hatvan | Napi 1 Hatvan felé                          |
| személyvonat                | Füzesabony – Szihalom – Mezőkövesd – Mezőkövesd felső – Mezőkeresztes-Mezőnyárád – Csincse – Emőd – Nyékládháza – Miskolc-Tiszai – Felsőzsolca – Hernádnémeti-Bőcs – Tiszalúc – Taktaharkány – Taktaszada – Szerencs – Mezőzombor – Bodrogkeresztúr – Szegi – Erdőbénye – Olaszliszka-Tolcsva – Bodrogolaszi – Sárospatak – Sátoraljaújhely                                        | 2 óránként                                  |
| személyvonat                | Miskolc-Tiszai – Felsőzsolca – Hernádnémeti-Bőcs – Tiszalúc – Taktaharkány – Taktaszada – Szerencs – Mezőzombor – Bodrogkeresztúr – Szegi – Erdőbénye – Olaszliszka-Tolcsva – Bodrogolaszi – Sárospatak – Sátoraljaújhely | Napi 2 pár                                  |
| InterRégió                  | Miskolc-Tiszai → Nyékládháza → Mezőkövesd → Füzesabony → Hatvan → Isaszeg → Pécel → Rákoscsaba → Rákosliget → Akadémiaújtelep → Budapest-Keleti | Napi 1 Budapest felé                        |
| gyorsvonat                  | Nyíregyháza → Rakamaz → Tokaj → Szerencs → Taktaszada → Taktaharkány → Tiszalúc → Hernádnémeti-Bőcs → Felsőzsolca → Miskolc-Tiszai | Napi 1 Miskolc felé                         |
| Ezüstpart expresszvonat     | Miskolc-Tiszai – Nyékládháza – Mezőkövesd – Füzesabony – Kál-Kápolna – Vámosgyörk – Hatvan – Aszód – Gödöllő – Budapest-Kelenföld – Székesfehérvár – Balatonaliga – Balatonvilágos – Szabadisóstó – Siófok – Balatonszéplak felső – Zamárdi – Szántód – Balatonföldvár – Balatonszárszó – Balatonszemes – Balatonlelle felső – Balatonlelle – Balatonboglár – Fonyódliget – Fonyód | Nyáron napi 1 pár                           |
| Tokaj InterCity             | Budapest-Nyugati – Zugló – Kőbánya-Kispest – Ferihegy – Cegléd – Szolnok – Püspökladány – Hajdúszoboszló – Debrecen – Nyíregyháza – Tokaj – Szerencs – Miskolc-Tiszai – Füzesabony – Hatvan – Budapest-Keleti | 2 óránként                                  |
| Tokaj InterCity             | Budapest-Nyugati – Zugló – Kőbánya-Kispest – Ferihegy – Cegléd – Szolnok – Püspökladány – Hajdúszoboszló – Debrecen – Nyíregyháza – Rakamaz – Tokaj – Szerencs – Miskolc-Tiszai | Napi 2 Budapest felé és napi 1 Miskolc felé |
| Tokaj InterCity             | Budapest-Keleti – Hatvan – Füzesabony – Miskolc-Tiszai – Szerencs – Tokaj – Nyíregyháza – Debrecen (← Ebes ← Hajdúszoboszló ← Kaba ← Püspökladány ← Karcag ← Kisújszállás ← Fegyvernek-Örményes ← Törökszentmiklós ← Szajol ← Szolnok) | Napi 1 pár                                  |
| Füzér InterCity             | Budapest-Keleti – Füzesabony – Miskolc-Tiszai – Szerencs – Olaszliszka-Tolcsva – Sárospatak – Sátoraljaújhely | Napi 1 pár                                  |
| Hernád-Zemplén InterCity    | Budapest-Keleti – Hatvan – Mezőkövesd – Miskolc-Tiszai – Hernád InterCity: Szikszó-Vásártér – Halmaj – Ináncs – Forró-Encs – Novajidrány – Hidasnémeti / Zemplén InterCity: Szerencs – Bodrogkeresztúr – Erdőbénye – Olaszliszka-Tolcsva – Bodrogolaszi – Sárospatak – Sátoraljaújhely                                                                                             | 2 óránként                                  |
| Hernád nemzetközi InterCity | Budapest-Keleti – Mezőkövesd – Miskolc-Tiszai – Szikszó-Vásártér – Halmaj – Ináncs – Forró-Encs – Novajidrány – Hidasnémeti – Košice (Kassa) | 2 óránként                                  |
| Borsod InterCity            | Budapest-Keleti – Hatvan – Füzesabony – Mezőkövesd – Nyékládháza – Miskolc-Tiszai | Napi 1 pár                                  |
| Hámor InterCity             | Budapest-Keleti → Füzesabony → Mezőkövesd → Miskolc-Tiszai | Napi 1 Miskolc felé                         |